# Влахерни

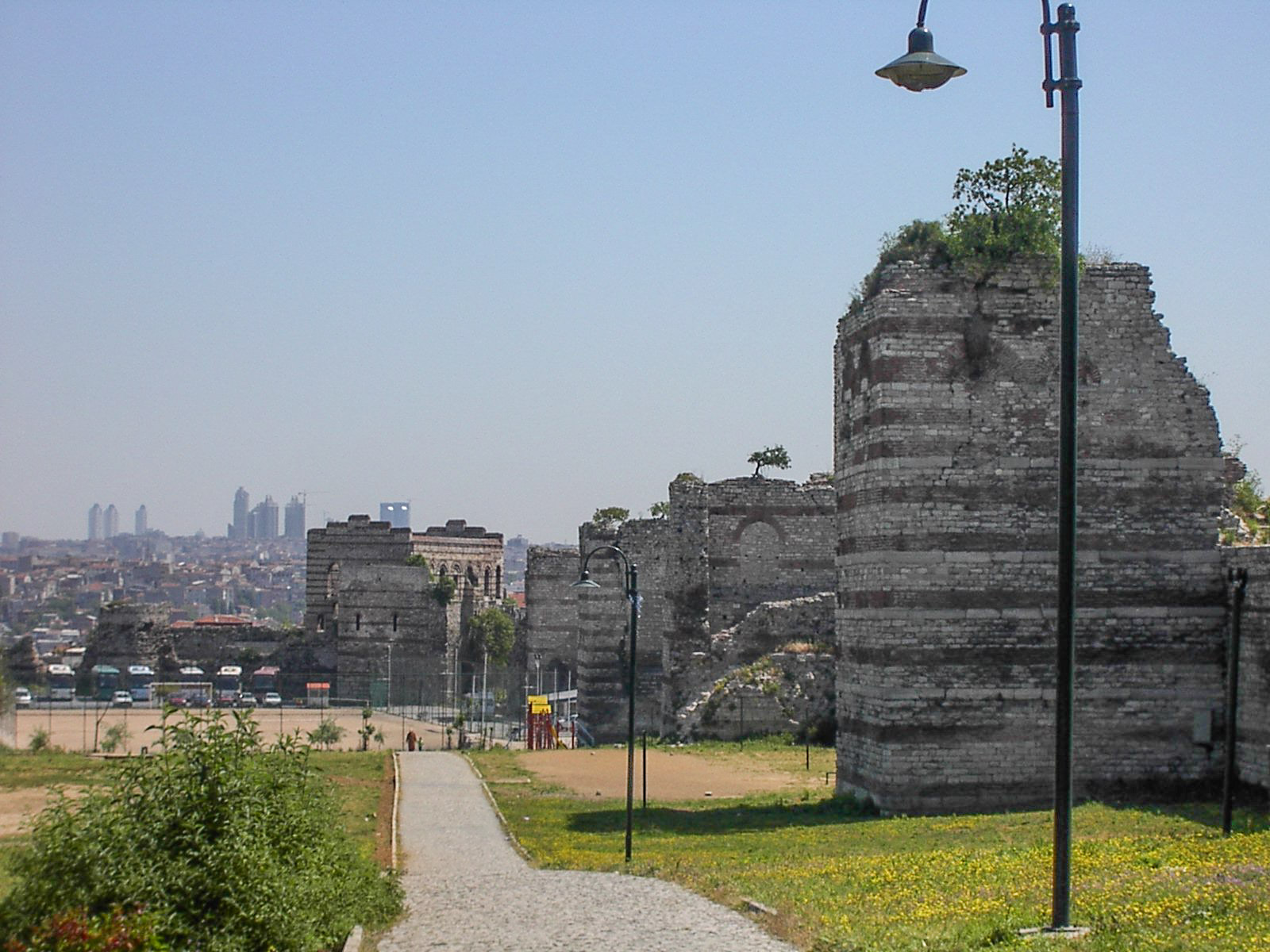
Стіни Влахерн, вдалині — руїни Нового палацу (XII / XIII ст.)

41°02′02″ пн. ш. 28°56′25″ сх. д. / 41.033888888889° пн. ш. 28.940277777778° сх. д.
Влахерни (грец. Βλαχέρναι) — північно-західне передмістя Константинополя, з часів Юстиніана відоме церквою Богородиці, де у 910 році відбулося знамените явлення Богоматері віруючим. На згадку цієї події православною церквою на Русі у XII столітті встановлено свято Покрова Пресвятої Богородиці.

## Історія
При розширенні міських стін у 627 році район включений до складу міста. Тут знаходився імператорський палац, який з 1081 року став основною резиденцією монарха. Іоанн VI Кантакузин коронований в палацовій церкві.
У 1453 році турки увірвалися в Константинополь, пробивши стіни Влахернського кварталу.
Малий палац зберігся до наших днів в зруйнованому стані, а воскова ікона Влахернської Богоматері (імовірно VII століття) вивезена з палацу та доставлена в Москву; на початок XXI століття знаходиться у Третьяковській галереї.
Шаблон:Райони Константинополя